# Norbert Oellers
Peter Norbert Oellers (* 8. Oktober 1936 in Ratingen) ist ein deutscher Germanist und emeritierter Hochschullehrer.  

## Leben und Wirken
Norbert Oellers studierte von 1956 bis 1963 Germanistik, Geschichte und Philosophie in Köln, München und Bonn. 1965 promovierte er an der Rheinischen Friedrich-Wilhelms-Universität in Bonn, wo er sich 1973 ebenfalls habilitierte. Von 1975 bis 2002 war er Professor für Neuere deutsche Literaturgeschichte an der Universität Bonn.
Seit 1965 war Oellers Mitarbeiter der Schiller-Nationalausgabe, ab 1978 Mitherausgeber und ab 1991 deren alleiniger Herausgeber. Darüber hinaus war er Mitherausgeber mehrerer historisch-kritischer Ausgaben, darunter die kritische Else-Lasker-Schüler-Ausgabe, die Nikolaus-Lenau-Ausgabe und die Briefe Goethes. Er war bis 2014 Mitherausgeber der Zeitschrift für deutsche Philologie und Mitglied wissenschaftlicher Beiräte verschiedener Publikationen sowie der Else-Lasker-Schüler-Gesellschaft.
Seit den frühen 1980er Jahren war er Gutachter für Institutionen wie die DFG, den DAAD und die Alexander von Humboldt-Stiftung. Von 1984 bis 1987 war er Vorsitzender des Deutschen Germanistenverbands. Oellers erhielt zahlreiche Ehrungen, darunter den Schillerpreis der Stadt Marbach am Neckar (1995) und den Verdienstorden Erster Klasse der Bundesrepublik Deutschland (2010).
Oellers hatte acht Gastprofessuren in den USA, Israel, Österreich und Italien inne und leitete die Sammlung Oscar Fambach am Institut für Germanistik der Universität Bonn. Nach seiner Emeritierung im Jahr 2002 setzte er seine wissenschaftlichen Tätigkeiten fort.

## Familie
Norbert Oellers ist ein Sohn des Schriftstellers Werner Oellers. Seine Schwester ist die Übersetzerin Marianne Frisch (geb. Oellers).

## Auszeichnungen
- 1995: Schillerpreis der Stadt Marbach am Neckar für seine Erläuterungsbände zum 2. Band der Gedichte von Friedrich Schiller
- 2010: Bundesverdienstkreuz 1. Klasse[3]